# The Getaway (TV-spel)
För den amerikanska filmen, se Getaway - rymmarna (1994)
The Getaway är ett brittiskt spel utvecklat av Studio London. The Getaway har även en uppföljare vid namn The Getaway: Black Monday, bägge spelen har en unik parallell handling.

## Handling
Man spelar som två figurer, Mark Hammond, en före detta bankrånare som har suttit i fängelse och som precis har kommit ut och polisen Frank Carter som är med i Londons anti-gäng styrka The Flying Squad. Man börjar spelet som Mark som blir tvungen att göra uppdrag för den gamle gäng-bossen Charlie som har kidnappat hans son. Marks historia är 12 uppdrag lång och efter det låser man upp Franks historia. Frank är en supersnut som haffar gangstrar hela dagarna, olyckligt nog kommer han direkt in i skiten när han haffar Charlies son Jake som är en psykopat som lyckas få Frank i klistret. Nu måste Frank och Mark samarbeta om de vill överleva dagen.

## Figurer
- Mark Hammond - Rånaren
- Frank Carter - Polisen
- Alex Hammond - Marks son
- Charlie - Bossen för Londons största gäng
- Jake - Psykopat och Charlies son
- Harry - Charlies högra hand
- Eyebrow - Jakes högra hand
- Jamahl - Ledare för Yardies
- Nick - Ledare för Marks gamla gäng, Soho
- Lee - Ledare för Triads
- Senéd Omran - Ledaren för Iraqian maffia